# Franco Trincale
Franco Trincale (Militello in Val di Catania, 12 settembre 1935) è un cantante e cantastorie italiano.

## Biografia

Concerto all'aperto di Trincale durante una manifestazione degli anni '70

Trasferitosi a Milano nel dopoguerra si è esibito per diversi anni nella zona del Duomo e dal 1992 in piazza San Babila con testi che facevano eco alle vicende di mani pulite, ed in seguito con le storie di personaggi politici dell'epoca, finché l'ordinanza comunale 5955 del 19 luglio 2002 (che vieta l'uso di amplificatori per «molestia alla cittadinanza e disturbo alle attività») gli ha imposto la cessazione di questa attività. Questa ordinanza, secondo lo stesso Trincale, sembra sia stata emanata anche in virtù di motivazioni di carattere politico.
Nelle sue ballate spesso si ispira a fatti di cronaca: nel 1969, ad esempio, incide su tre 45 giri la ballata Il ragazzo scomparso a Viareggio, in cui racconta il caso Ermanno Lavorini (invitando i rapitori a ridare alla mamma l'adolescente), e due anni dopo, in La tragedia delle bambine rapite a Marsala racconta il triste episodio della morte delle tre bambine di Marsala, Antonella Valenti e le due sorelle Ninfa e Virginia Marchese; dello stesso periodo è La tragedia di Milena, sul caso di Milena Sutter.
Nel marzo 2002 il nome di Franco Trincale è comparso in coda alla richiesta da parte di Silvio Berlusconi di trasferire da Milano il processo SME. Secondo quanto si può leggere negli atti del processo, Trincale «si porta presso la piazza del Duomo conferisce settimana per vendere materiale diffamatorio, altresì arringando i numerosi presenti con ulteriori diffamatorie prospettazioni».
Nel gennaio 2008 il cantastorie ha ottenuto dal secondo governo Prodi la concessione del vitalizio della legge Bacchelli per aver "saputo utilizzare significativi elementi di cultura popolare legando il proprio lavoro artistico con la storia di movimenti sociali". 

## Carriera
L'arte di Franco Trincale proviene dalla nobile tradizione dei cantastorie siciliani, di cui è rimasto uno degli ultimi epigoni. Le sue canzoni, come da tradizione, sono in massima parte ispirate a eventi di attualità, tanto che lo stesso autore definisce la sua opera come "giornalismo cantato". Le sue esibizioni, inoltre, narrano di tematiche connesse alla denuncia delle ingiustizie sociali e dell'operato dei "potenti". Soggetto delle opere di Trincale, infatti, sono molto spesso i politici, tant'è vero che, pressoché tutti gli uomini politici italiani più importanti sono stati oggetto della sua satira nel corso degli ultimi decenni.
Trincale, sin dagli inizi, è stato vicino alle posizioni del movimento operaio e negli anni settanta si è spesso esibito nelle fabbriche in occasione degli scioperi. Fu eletto "Trovatore d'Italia" alla Sagra dei Cantastorie del 1967 e del 1968, organizzate dall'Associazione Italiana Cantastorie Ambulanti (AICA).  Il 7 dicembre 2008 il comune di Milano gli conferisce la Medaglia d'Oro di Benemerenza Civica come uno degli ultimi rappresentanti della tradizione siciliana di Cantastorie, ma anche di quello che lui stesso definisce il giornalismo cantato.

## I cantastorie
La rivista Linus dedica alcune pagine alla Sagra dei cantastorie svoltasi a Piacenza nell'agosto del 1967 in un numero uscito dell'aprile 1968. A Franco Trincale va il titolo di Trovatore d'italia per La storia di Lorenzo Bandini. Nella ballata c'è «un'adesione precisa anche se rudimentale, all'idea della poesia popolare ispirata dai fatti della vita. Le storie dei paladini di Francia appartengono al novero dei classici, e vengono rispolverate in occasioni speciali. Ma a Piacenza i temi svolti dai cantastorie erano tutti d'attualità».

## Discografia parziale

### Singoli
- 1965 Lo spazzacamino/Calcio in famiglia (Fonola, N.P. 1511)
- 1965 Le ragazze d'Italia (Fonola, N.P. 1565) con Antomar e il suo complesso
- 1965 Matrimonio alla terrona/Il mille lire (Fonola, N.P. 1540)
- 1965 Il cacciatore nel bosco/Mamma mia dammi cento lire (Fonola, N.P. 1602) con Antomar e il suo complesso
- 1965 Fora piove e tira er vento (Tiber Record, AG 0011)
- 1965 Tarantella calabrosiciliana/Tarantella della Conca d'Oro (Fonola, N.P. 1605) con il complesso tipico di Rosario Tarsitano
- 1966 Terroni e polentoni in pretura/La sposa artificiale (Fonola, N.P. 1666)
- Il gelato/Il purgante (F.D.M., F.D.M. 07) con Antomar e il suo complesso
- Stornelli capricciosi all'italiana (Fonola, 1427)
- Ciuri ciuri/Tarantella d'Aspromonte (Fonola, NP 1488)
- Famiglia dei terroni e polentoni/La società dei magnaccioni (Fonola, NP 1489)
- Lu ticchiu nirvusu/La mala maritata (Fonola, NP 1495)
- Il cane da caccia/Amor vieni con me in campagna (Fonola, NP 1553)
- L'accidezzu/La macchinetta fotografica (Fonola, NP 1599)
- Tarantella calabrosiciliana/Tarantella della conca d'oro (Fonola, NP 1605)
- Il trionfo del Cagliari (Fonola, 1970)
- Valencia/(parte 2) (Fonola, NP 1645)
- Mi vorrei fare monaca/Tribunale (Fonola, NP 1698)
- Amore di soldato/(parte 2) (Fonola, NP 1712)
- Terroni e polentoni in viaggio di nozze/La prima notte (Fonola, NP 1763)
- Terroni e polentoni al mare/(parte 2) (Fonola, NP 1838)
- Padre Pio da Pietrelcina/(parte 2) (Fonola, NP 1847)
- Lettera al papà lontano/La terroncina di papà (con la figlia Mariella) (Fonola, NP 1862)
- Il ragazzo scomparso a Viareggio (Fonola, NP 1895)
- Terroni e polentoni al night/(parte 2) (Fonola, NP 1906)
- Il ragazzo scomparso a Viareggio (2º disco) (Fonola, NP 1910)
- Il ragazzo scomparso a Viareggio (3º disco) (Fonola, NP 1919)
- Da Viareggio a Bologna i bambini scomparsi/(parte 2) (Fonola, NP 1920)
- La tragedia di Canale d'alba (Maria Teresa)(Fonola NP 1958)
- La storia di papà Cervi/(parte 2) (Fonola, NP 2026)
- L'appuntamento/Il suo volto il suo sorriso (Fonola, NP 2079)
- La tragedia delle bambine rapite a Marsala (1º disco) (Fonola, NP 2107)
- La tragedia delle bambine rapite a Marsala - Il mostro è lo zio di Antonella (2º disco) (Fonola, NP 2108)
- Paesanella/(parte 2) (Fonola, NP 2109)
- La morosa campagnola/La mondina (Fonola, NP 2135)
- Il caso Rivera/(parte 2) (Fonola
- Il ritorno dell'emigrante/Preghiera dell'emigrante (Fonola
- Il tartaglione innamorato/Spogliarello matrimoniale ((Fonola
- La cavalcata storica/Il 15 di giugno (Fonola
- La mamma di Rosina/L'ho baciata che era ancor calda (Fonola
- La storia del partigiano Silvio Corbari/(parte 2) (Fonola
- La tragedia Di Milena (Fonola
- Le signorine siciliane/(parte 2) (Fonola
- L'inferno bianco/Coraggio paesano (Fonola
- Madre d'emigrante/Mamma negra (Fonola
- Ninuzza/Maritu e muggheri (Fonola
- Terra italiana/Emigrante/Brava Gente (Fonola
- Terroni e polentoni a Montecatini (Fonola
- Terroni e polentoni in montagna (Fonola
- Terroni e polentoni in paradiso/(parte 2) (Fonola
- Uè paisanu/I tre compari (Fonola
- Viddanedda/Lettu vacanti (Fonola
- L'uomo è come il treno/La donna è come la terra (F.D.M.,  011) (1970)
- Franco e Ciccio a Parigi/Il ritorno di Ciccio a Palermo (Junior, JR 1007)
- La balilla siciliana/Li cambiali (Junior)
- Valpreda innocente/Il fucilatore (Canzone Nostra)
- Il fischietto dell'operaio/Il muratore/Compra il tuo giornale (Vie Nuove, VN 1)
- La spiaggia/(parte 2) (Aurora, AU 2002 A)
- Lu mafiusu/Lu cavalieri appatintatu (Melody)
- Allende è vivo/(parte 2)
- Canto dell'emigrante/(parte 2)
- La ballata dell'Alfa Romeo/(parte 2)
- Lady Grace/(parte 2)
- La servetta e il macellaio/(parte 2)
- La scomparsa di una famiglia/(parte 2)
- La tragedia Kennedy/(parte 2)
- Natale di sangue/(parte 2)
- Stornelli a senso... vietato/Senso vietato’'

### Album
- Canti della Resistenza (Las Vegas, LV 3004) - 1965
- Le canzoni siciliane di Franco Trincale (Melody, L.P. 67) - 1966
- Franco Trincale 3 - Canzoni di lotta ([autoprodotto], F.T. 3)
- Canzone nostra ([autoprodotto], F.T. 4)
- Franco Trincale 6 ([autoprodotto], L.P. N. 6)
- Alla mia maniera (Cicala, BL 7064)
- Canzoni in piazza ([autoprodotto], L.P. 200)
- Siamo uguali alla catena (Divergo, DVA 014)
- La storia completa di Turiddu Giuliano (Cronache del Sud,  204/33)
- Banditi e mitra (Melody,  L.P. 69) - 1966
- Cantiamo insieme (Melody,  L.P. 87) - 1968
- Trincale dal vivo ([autoprodotto], № 5) - 1973
- Sicilia canta (Melody, LP 68)
- Franco Trincale canta (Melody, LP 110); con l'orchestra di Mario Piovano
- La casa è di chi l'abita - Canti libertari (Melody, LP 121) - 1975
- Il provocantore (Cetra, LPP 327) (1977)
- Le ballate di Franco Trincale
- Folklore italiano 2 con il Complesso Folkloristico di Mario Piovano (voce femminile di Monika) (Melody, LP 105) - 1974
- Folklore italiano 4 con il Complesso Folkloristico di Mario Piovano (Melody, LP 107) - 1974
- Folklore italiano 5 con il Complesso Folkloristico di Mario Piovano (cantano Franco Trincale, Liliana, Maurizio, Cisa Bisagni) (Melody, LP 108) - 1974
- La musica è sempre quella (Trincale '98) - 1998
- I capi del mondo ([autoprodotto]) - 2000
- Mi consenta cantar le mie canzoni - 2002
- Il meglio di Trincale (La Putea delle Arti, PDA 0001) - 2002
- No alla guerra ([autoprodotto]) - 2003
- L'ultimo cantastorie (Ala Bianca) - 2003
- La menzogna - 2004
- Sexy Italian folk song (Lady Grace, LP. 100)
- Sardegna amara (Tirsu, LP 720)
- Canti della libertà - Volume 1 (Melody, L.P. 114)
- Canti della libertà - Vol. 2 (Melody, C. 520)
- Trincale n. 11 (Fonola, LP. 131)
- Franco Trincale agli emigranti (Fonola, C 480)
- Trincale il contromesso (Fonola, C. 545)
- Storie milanesi di mafia, politica e tangenti
- Canzonette maliziose - Vol. II